# Lagarde (Ariège)
Lagarde é uma comuna francesa na região administrativa de Occitânia, no departamento de Ariège.